# 大藤村 (山梨県)
大藤村（おおふじむら）は山梨県東山梨郡にあった村。現在の甲州市北西部、中央本線塩山駅の北東一帯にあたる。

## 地理
- 山：恩若峯、源次郎岳
- 河川：重川、文珠川、佐野川

四方を山に囲まれていて、わずかに平野が有り、生糸と葡萄を産していた。煙草や粟、米を産したこともある。川があるも水利なく、交通の便も非常に悪かった。村の北側は、東の大菩薩嶺に向かって傾斜が有った。南西側には、牛奥村との境となる源次郎岳がある。

## 歴史
- 1875年（明治8年）2月 - 山梨郡上粟生野（かみあおの）村・下粟生野（しもあおの）村・中萩原村が合併して大藤村となる。
- 1878年（明治11年）7月22日 - 郡区町村編制法の施行により、大藤村が東山梨郡の所属となる。
- 1889年（明治22年）7月1日 - 町村制の施行により、大藤村が単独で自治体を形成。
- 1954年（昭和29年）
  - 3月31日 - 塩山町に編入。同日大藤村廃止。
  - 4月5日 - 塩山町が市制施行して塩山市となる。
- 2005年（平成17年）11月1日 - 塩山市が勝沼町・大和村と合併して甲州市が発足。

## 名所・旧跡・観光スポット・祭事・催事
- 慈雲寺
- 喜久理神社
- 八天宮社
- 山王権現社

## 樋口一葉との関係
大藤村の中萩原は樋口一葉の両親の出身地である。まだその地域が中萩原村と呼ばれていた1830年（天保元年）に、父・則義は同村の十郎原で百姓の樋口八左衛門の長男として、4歳下の母・あやめ（滝子）も同村青南で古屋安兵衛の娘として生まれた。
則義の父・八左衛門は1852年(嘉永5年）に水争いの解決のために老中阿部伊勢守（阿部正弘）に駕籠訴訟を起こして投獄されたことがあり、それが理由であやめの両親が則義との結婚に反対したが、すでにあやめが身重であったため、1857年（安政4年）に二人は村をあとにし、江戸で幕府直参の武士に出世していた同郷の真下専之丞（晩菘）を頼って駆け落ちした。一葉は二人の次女として生まれた。慈雲寺には、一葉と真下晩菘の記念碑がある。